# David Renton
David Lockhart-Mure Renton, baron Renton, (12 août 1908 - 24 mai 2007) est un homme politique britannique qui sert pendant plus de 60 ans au Parlement, 34 à la Chambre des communes, puis 28 à la Chambre des lords.
Renton est député du Huntingdonshire pendant 34 ans, de 1945 à 1979, d'abord en tant que national libéral puis, à la suite des fusions successives du parti avec les conservateurs, en tant que « national libéral et conservateur », puis en 1968 il est l'un des trois derniers députés libéraux nationaux qui choisissent de liquider le parti et de faire partie à part entière des conservateurs. Il devient pair à vie en 1979 et est le membre le plus âgé de la Chambre des Lords de 2004 jusqu'à sa mort.

## Jeunesse
Renton est né à Dartford, fils d'un chirurgien et d'une infirmière. Il fait ses études à la Stubbington and Oundle School et étudie à l'University College d'Oxford, dont il est nommé membre honoraire en 1990. Étudiant la médecine, il passe au droit. Il est président du club libéral de l'université d'Oxford. Il joue au rugby à cinq pour l'université d'Oxford et au cricket et au rugby à XV pour son université.

## Début de carrière
Il est admis au barreau du Lincoln's Inn en 1933. Il exerce une charge mixte de droit civil et pénal sur le circuit du Sud-Est. Il est élu membre du Conseil général du Barreau en 1939 et trésorier du Lincoln's Inn en 1979, année où il prend sa retraite de la Chambre des communes.
Il rejoint l'armée territoriale en 1938, étant officier dans le Royal Engineers. Il est transféré à la Royal Artillery en 1940 et se porte volontaire pour servir outre-mer en 1942. Il est affecté au Moyen-Orient pendant trois ans. Promu major, il exerce les fonctions de conseiller juridique au GQG du Caire, avant de devenir président du Tribunal militaire britannique de Tripolitaine, basé à Tripoli, en 1944.

## Carrière
Il retourne en Angleterre en 1945 et est élu député du Huntingdonshire aux élections générales de 1945, en tant que national libéral. Pendant son temps à la Chambre des communes, le parti fusionne avec les conservateurs au niveau de la circonscription (et change son nom en « national libéral », Renton utilisant l'étiquette « national libéral et conservateur » lors des élections à partir de 1950). En 1968, il est l'un des trois derniers députés libéraux nationaux à choisir de liquider le parti et de devenir membre à part entière des conservateurs. Il continue à pratiquer le droit tout au long de sa carrière politique et est devenu conseiller de la reine en 1954. Il se lie d'amitié avec Margaret Thatcher lorsqu'elle est étudiante au Lincoln's Inn en 1950. Il est conseiller en 1962 et trésorier en 1979. Il est enregistreur de Rochester de 1963 à 1968 et de Guildford de 1968 à 1973. Il est vice-président du Council of Legal Education de 1968 à 1973 et membre du Sénat des Inns of Court.
Renton rejoint la délégation britannique pour rédiger la Convention européenne des droits de l'homme en 1950. Il devient ministre adjoint dans les gouvernements d'Anthony Eden et Harold Macmillan dans les années 1950, exerçant les fonctions de sous-secrétaire d'État parlementaire au ministère du Carburant et de l'Énergie sous Aubrey Jones de 1955 à 1957, puis de ministre de l'Énergie 1957 à 1958, où il aide à faire passer le Clean Air Act. Il rejoint le ministère de l'Intérieur comme sous-secrétaire d'État parlementaire de 1958 à 1961, puis en tant que ministre d'État de 1961 à 1962. Au service du ministre de l'Intérieur Rab Butler, il fait adopter des lois telles que la Life Peerages Act 1958, la Street Offences Act 1958 et la Commonwealth Immigration Act 1962. Il est limogé lors de la Nuit des longs couteaux en juillet 1962, mais reçoit la consolation d'être admis au Conseil privé. Il siège ensuite à plusieurs comités de la Chambre des communes. Il est nommé chevalier commandeur de l'Ordre de l'Empire britannique (KBE) en 1964 et obtient une médaille de bronze de la RSPCA la même année pour avoir sauvé des chevaux et des porcs d'un incendie dans sa maison.
Il soutient l'adhésion de la Grande-Bretagne à la Communauté européenne, mais soutient ensuite la campagne Save the Pound. En 1971, il est membre de la Commission Kilbrandon sur la Constitution qui rejette l'autonomie complète pour l'Écosse et le Pays de Galles, suggérant à la place une forme limitée de dévolution. A l'invitation d'Edward Heath, il présidé le Comité de préparation de la législation qui examine les méthodes de rédaction des lois du Parlement. Le rapport Renton est publié en 1975, recommandant une rédaction plus fondée sur des principes que sur des détails précis pour faire face à toutes les situations possibles.
Il est lieutenant adjoint pour le Huntingdonshire en 1962, pour Huntingdon et Peterborough en 1964 et pour le Cambridgeshire en 1974.
Il ne se représente pas à son siège dans le Huntingdonshire aux élections générales de 1979 et est créé pair à vie le 11 juillet 1979, prenant son siège à la Chambre des lords avec le titre de baron Renton, de Huntingdon dans le comté de Cambridgeshire. Son successeur comme député du Huntingdonshire est le futur Premier ministre conservateur John Major. Il est vice-président de la Chambre des Lords de 1982 à 1988.

### Fin de carrière
Il est élu président de l'Association des pairs conservateurs en 1998, sans opposition, et devient président d'honneur en 2003. Renton est le pair le plus âgé de la Chambre des Lords du 4 avril 2004 jusqu'à sa mort.
Il joue au cricket pour le Lords and Commons Cricket Club jusqu'à l'âge de 66 ans et chasse jusqu'à l'âge de 70 ans. Il continue à tirer jusqu'à l'âge de 91 ans, date à laquelle une valve cardiaque est remplacée.
Il est un leader dans le mouvement pour préserver les traditions de la Chambre des Lords, y compris le mandat à vie pour les membres de la pairie. Selon le Washington Post en 2005, Renton soutenait que « le génie de la chambre haute est qu'elle comprend des experts de renommée mondiale en droit, en sciences et en arts qui ne se présenteraient jamais aux élections », et que « la démocratie a ses limites ». Ses mémoires, The Spice of Life, sont publiés en 2006.

## Vie privée
En juillet 2003, juste avant son 95e anniversaire, il réussit pour la première fois son permis de conduire. Il était un conducteur régulier depuis 1934, à une époque où il n'y avait pas d'examen de conduite officiel au Royaume-Uni, bien qu'il ait cessé de conduire quelque temps avant sa mort. En passant son permis de conduire, il est la personne la plus âgée à passer le permis de conduire au Royaume-Uni.
Il épouse Claire Cicely ("Paddy") Duncan en 1947. Ils ont trois filles. Sa femme est décédée d'un cancer en 1986. Sa plus jeune fille, Davina, est touchée par le syndrome de Rett qui la laisse gravement handicapée mentalement et physiquement. Elle est décédée en octobre 2006. Il est président de Mencap de 1978 et président d'honneur de 1982 à 1988. Lui et sa femme créent l'association Demand (Design and Manufacture for Disability) pour fournir des meubles adaptés aux personnes handicapées.
Il est mort à Abbots Ripton dans le Cambridgeshire. 